# Энле, Адрианус Йоханнес
Адриан Йоханн Энле (нидерл. Adrianus Johannes Ehnle; 5 февраля 1819, Гаага — 4 апреля 1863, Харлем) — голландский художник—портретист.
Энле родился в Гааге в семье ювелира Йохана Годфрида Энле (1791—1826) и его супруги, Генриетты Штуттерхайм (1794—1857). Учился в нидерландской академии художеств у Корнелиса Круземана. В 1839 году Энле вместе со своим другом Йоханом Филиппом Кельманом (впоследствии директором Академии) совершил учебную поездку в Италию. 
Среди студентов Академии Энле выделялся своим живописным мастерством, особенно преуспев в создании многочисленных портретов.
В 1848 году Энле переехал в Харлем, где позже был назначен хранителем художественных коллекций харлемского музея Тейлора, но продолжал активно работать и как художник. 21 ноября 1847 года Энле женился на Маргарете Корнелии Масдорп (род. 1823). В этом браке родилось трое детей: Сабина Генриетта (род. 1852), Ян Дирк Энле (род. 1857), который стал художником, и Эдуард Фредерик Энле (1861—1922), который избрал карьеру архитектора.
Работы Энле хранятся в нескольких крупных голландских музеях, в том числе в музее Бойманса — ван Бёнингена в Роттердаме, музее Тейлора в Харлеме, амстердамском Рейксмюсеуме и муниципальном музее Гааги.

## Галерея

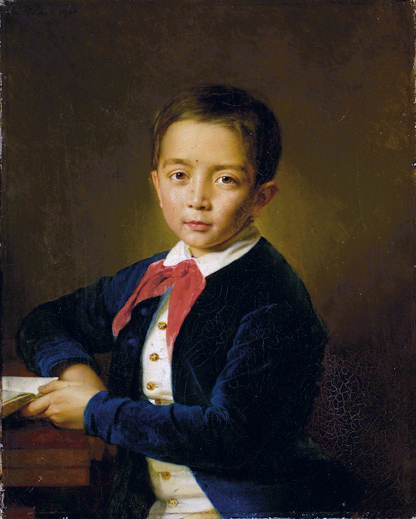
Портрет морского кадета.
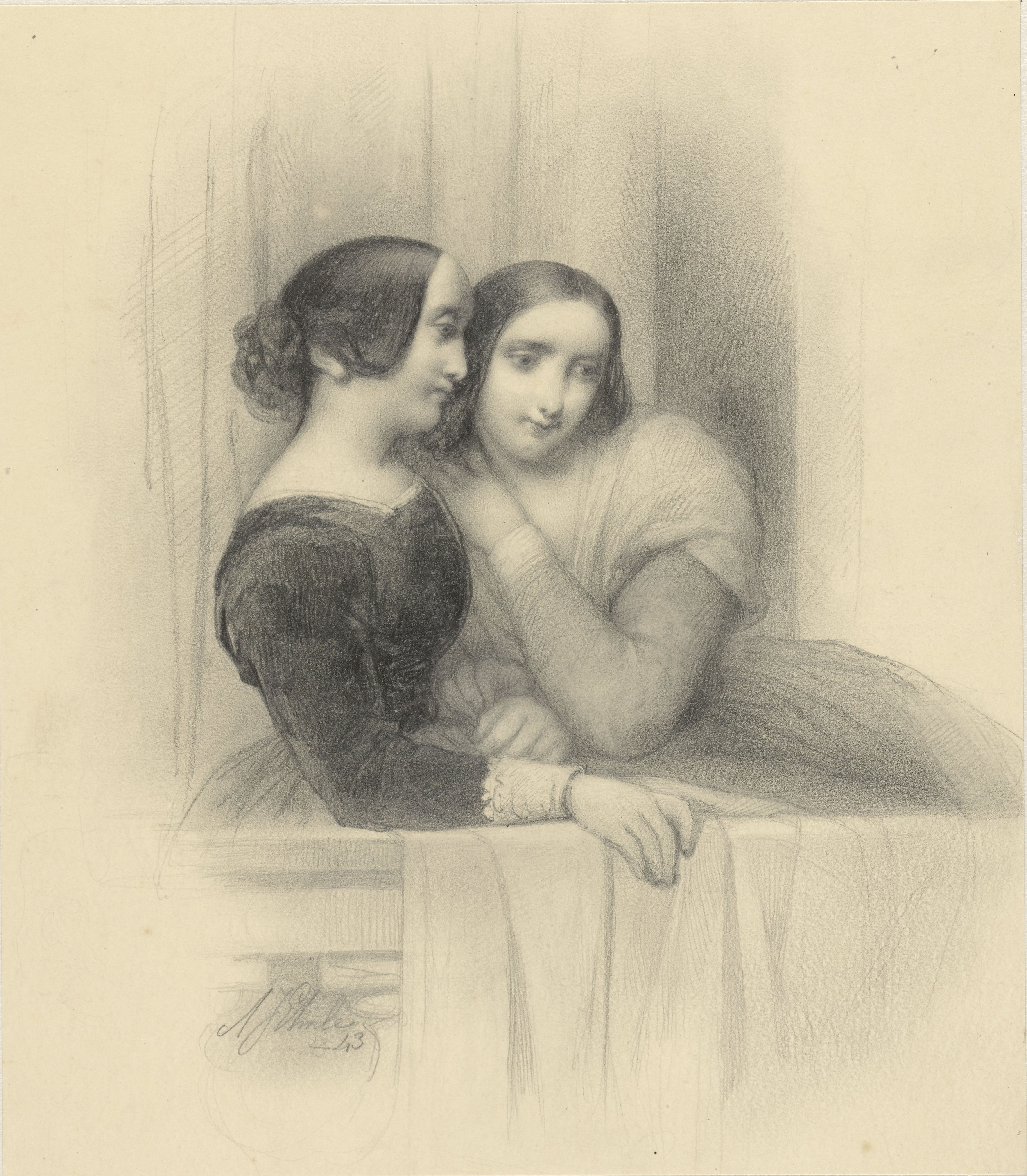
Две дамы на балконе.
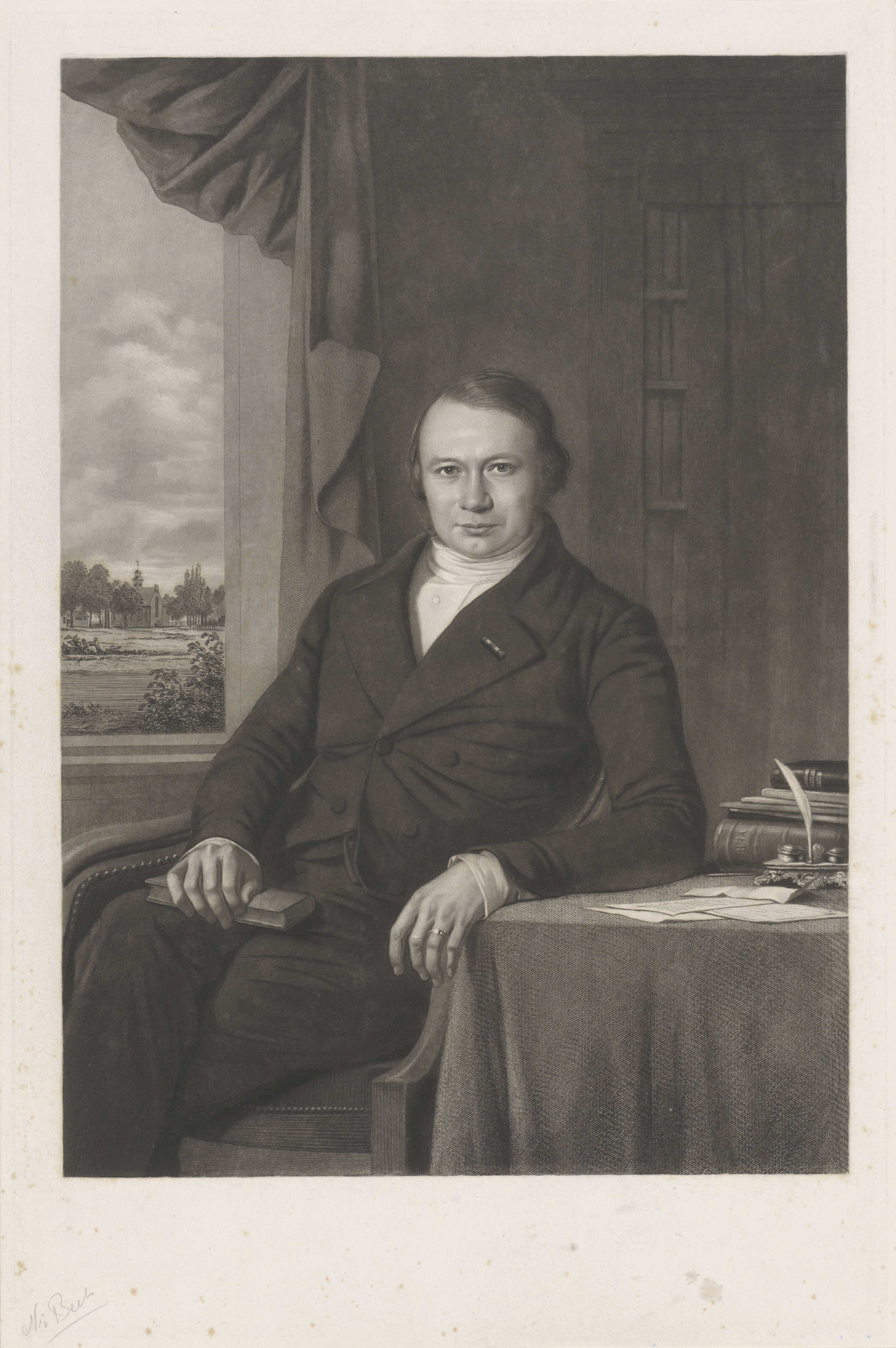
Портрет теолога и поэта Николаса Бетса.
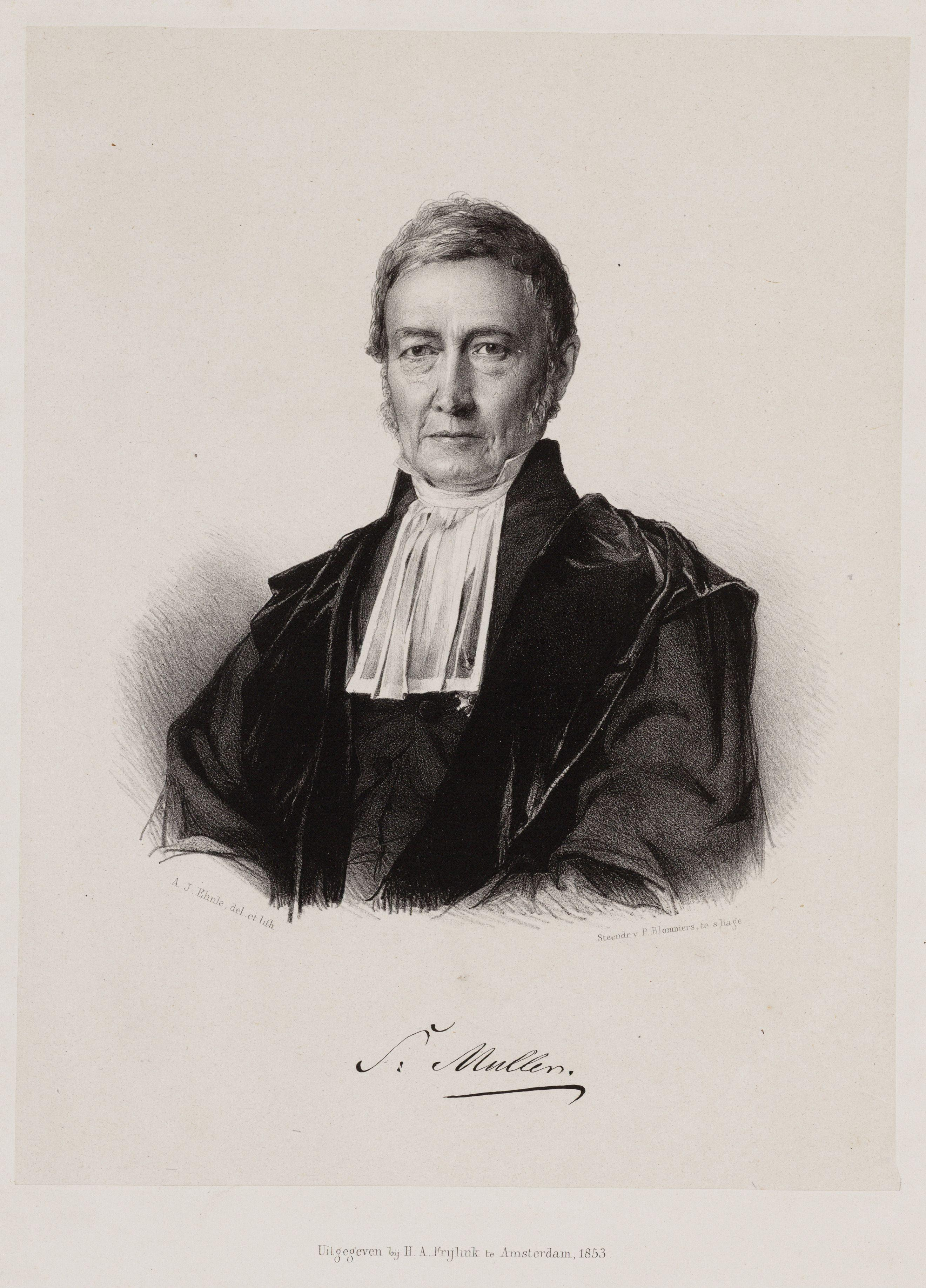
Портрет теолога Самуила Мюллера Старшего, деда историка Самуила Мюллера.